# Àfrica Ragel i Moreno
Àfrica Ragel i Moreno   (el Poblenou, 1969) és una escriptora catalana i professora d'educació secundària.

## Biografia
És llicenciada en Filologia Catalana i té un màster en Creació Literària, també és professora de Llengua i Literatura catalanes. Durant uns anys va treballar com a agent d'atenció al client a Transports Metropolitans de Barcelona (TMB) i en una entrevista de 2015 declarava: «…al metro es viuen tantes històries novel·lesques i coneixes tanta gent especial que la meva jornada laboral acaba sent la meva font d'inspiració». Escriu narrativa i es autora d'algunes obres de teatre; el 2008 va dirigir la seva pròpia obra, Àtic.
Participa en el programa «Lletres a les Aules» de la Institució de les Lletres Catalanes i el Departament d'Educació de la Generalitat de Catalunya «per al foment de la lectura, promoció i difusió de la literatura que permet apropar l’alumnat al fet literari, millorar la comprensió lectora com a eina fonamental per accedir al coneixement, estimular i potenciar l’habilitat lectora i el coneixement de la llengua». Ha participat en el projecte educatiu Fiction Express, en què l'autor o autora escriu un llibre interaccionant de manera virtual amb alumnes de centres educatius de tot Catalunya, que després el llegeixen i en una altra trobada posterior hi fan comentaris. Ragel també organitza rutes literàries pels llocs que surten a les seves novel·les; a Els savis de l'Acadèmia dels Desconfiats fins i tot va incloure-hi un mapa perquè qui llegeixi la història pugui recórrer pel seu compte els llocs que s'hi descriuen.

## Obres publicades

### Novel·la i relats
- Guinedell, comtessa de les pedres (Columna, 2023)[2]
- Gran ocell de silenci (Empúries, 2019)[7]
- Quan em vinguin a buscar[9] (Tigre de Paper, 2015)
- La moneda del malfat. (Edicions Saragossa, 2008)[7]
- Bon cop de falç (Solsona Comunicacions, 2002)[1]
- Tarda de Tapes (Solsona Comunicacions, 2001)[1]
- Els fantasmes de Vilafoscant (Egües Roges) (Solsona Comunicacions, 2000)[1]

### Infantil i juvenil
- Els savis de l'Acadèmia dels Desconfiats (Jollibre, 2023)[10]
- Fede, Federica, Federico y los hilos perdidos (Bromera, 2023)
- Frede, Frederica, Frederic i els fils perduts (Animallibres, 2023)[11]
- Si demanes ajuda a la bruixa bona d'un conte (Animallibres, 2021)
- Alícia i la fredor d'altra mar (Animallibres, 2020)
- La Porta del castanyer (Fiction Express, 2020)
- La màgia de l'escola de Sastrosa (Fiction Express, 2019)
- La Trementina i les plagues de la maga Urtica (Barcanova, 2017)
- Una revetlla sota el llit (Animallibres, 2015)[1]
- Thesaurus. Ombres a Barcelona, (Arcanus), (Edicions Saragossa, 2011)

### Teatre
- Àtic (Solsona Comunicacions, 2000)[1]
- Tarda de tapes[8]
- Postmortem[8]

## Premis literaris
- Frederica Montseny de Manlleu (1996): Escac al rei[1]
- Premi Ciutat de València Teatre - Eduard Escalante de teatre (1999): Àtic[12]
- Nit Literària Andorrana - Manuel Cerqueda i Escalder de narrativa (2000): Egües roges[1]
- III Certamen Paraules a Icària, en la categoria Relats (2011): Thesaurus. Ombres a Barcelona[13]
- Premi Punt de Llibre (2011)[14]